# Daniel Machacón
Daniel Machacón (Suan, Atlántico, Colombia; 5 de enero de 1985) es un exfutbolista colombiano. Jugaba de volante.

## Trayectoria
Machacón inició su carrera en el Junior de Barranquilla, donde se coronó campeón del Torneo Finalización de 2004. Su buen desempeño lo llevó a ser convocado a la Selección de fútbol sub-20 de Colombia, donde compartió con jugadores como Wason Rentería, Hugo Rodallega, Radamel Falcao, Abel Aguilar, Juan Carlos Toja, Freddy Guarín, Carlos Abella y Libis Arenas, entre otros.
Luego de su salida del Junior, deambuló por el Atlético Huila y el Atlético Bucaramanga sin mucha trascendencia y permaneció sin equipo cerca de dos años y medio. En 2011 se integró al Valledupar Fútbol Club y seis meses después recaló en el Pacífico Fútbol Club de Buenaventura. Tras registrar una gran temporada, el técnico Calixto Chiquillo lo acercó al club Uniautónoma, donde celebró el ascenso a Primera División. En 2016 tomó rumbo a Santa Marta, donde jugó todo el 2016 con el Unión Magdalena antes de retirarse del fútbol profesional.

## Selección Colombia

### Participaciones en Copas del Mundo
| Mundial                     | Sede         | Resultado        | Partidos | Goles |
| --------------------------- | ------------ | ---------------- | -------- | ----- |
| Copa Mundial Sub-20 de 2005 | Países Bajos | Octavos de final | 1        | 0     |

## Clubes
| Club                     | País                | Año                 | Partidos | Goles |
| ------------------------ | ------------------- | ------------------- | -------- | ----- |
| Junior de Barranquilla   | Colombia            | 2004-2006           | 68       | 0     |
| Atlético Huila           | Colombia            | 2007                | 5        | 0     |
| Atlético Bucaramanga     | Colombia            | 2008                | 14       | 0     |
| Valledupar FC            | Colombia            | 2011                | 15       | 1     |
| Pacífico de Buenaventura | Colombia            | 2011                | 19       | 0     |
| Uniautonoma              | Colombia            | 2012-2015           | 161      | 1     |
| Unión Magdalena          | Colombia            | 2016                | 27       | 1     |
| Total en su carrera      | Total en su carrera | Total en su carrera | 310      | 4     |

## Palmarés

### Campeonatos nacionales
| Título              | Club        | País     | Año  |
| ------------------- | ----------- | -------- | ---- |
| Torneo Finalización | Junior      | Colombia | 2004 |
| Torneo Postobon     | Uniautónoma | Colombia | 2013 |